# 10.ª edición de los Premios Grammy
La 10.ª edición de los Premios Grammy se celebró el 29 de febrero de 1968 en Chicago, Los Ángeles, Nashville y Nueva York, en reconocimiento a los logros discográficos alcanzados por los artistas musicales durante el año anterior.

## Ganadores

### Generales
- Grabación del año
  - Johnny Rivers & Marc Gordon (productores); The 5th Dimension (intérpretes) por "Up, Up and Away"
- Álbum del año
  - George Martin (productor); The Beatles (intérpretes) por Sgt. Pepper's Lonely Hearts Club Band
- Canción del año
  - Jimmy L. Webb (compositor); The 5th Dimension (intérpretes) por "Up, Up and Away"
- Mejor artista novel
  - Bobbie Gentry

### Clásica
- Mejor interpretación clásica - Orquesta
  - Igor Stravinsky (director) & Columbia Symphony Orchestra por Stravinsky: The Firebird & Petrushka Suites
- Mejor interpretación clásica solista vocal (con o sin orquesta)
  - Francesco Molinari-Pradelli (director), Leontyne Price, & RCA Italiana Opera Orchestra por Prima Donna, Volume 2
- Mejor grabación de ópera
  - Thomas Z. Shepard (productor), Pierre Boulez (director), Walter Berry, Ingeborg Lasser, Isabel Strauss, Fritz Uhl & Paris National Opera Orchestra & Chorus por Berg: Wozzeck
- Mejor grabación clásica coral (que no sea ópera)
  - Leonard Bernstein (director) & Sinfónica de Londres por Mahler: Sinfonía n.º 8 'Sinfonía de los mil'
  - Eugene Ormandy (director), Robert Page (director), Temple University Choir & Orquesta de Filadelfia por Orff: Catulli Carmina
- Mejor interpretación clásica - Solista o solistas instrumentales (con o sin orquesta)
  - Vladimir Horowitz por Horowitz in Concert (Haydn, Schumann, Skriabin, Debussy, Mozart, Chopin)
- Mejor interpretación de música de cámara  - Instrumental o vocal
  - Ravi Shankar & Yehudi Menuhin por West Meets East
- Álbum del año - Clásica
  - John McClure (productor), Leonard Bernstein(director), varios artistas & Orquesta Sinfónica de Londres por Mahler: Sinfonía n.º 8 (Sinfonía de los mil)
  - Thomas Z. Shepard (productor), Pierre Boulez (director), Walter Berry, Ingeborg Lasser, Isabel Strauss, Fritz Uhl, Choeur Nationale de Paris & Ópera de París por Berg: Wozzeck

### Comedia
- Mejor interpretación de comedia
  - Bill Cosby por Revenge

### Composición y arreglos
- Mejor tema instrumental
  - Lalo Schifrin (compositor) por "Mission: Impossible"
- Mejor banda sonora original de película o programa de televisión
  - Lalo Schifrin (compositor) por Mission: Impossible
- Mejor arreglo instrumental
  - Burt Bacharach (arreglista) por Alfie
- Mejor arreglo de acompañamiento para vocalista(s) o instrumentista(s)
  - Jimmie Haskell (arreglista); Bobbie Gentry (intérprete) por "Ode to Billie Joe"

### Country
- Mejor interpretación vocal country & western - femenina
  - Tammy Wynette por "I Don't Wanna Play House"
- Mejor interpretación vocal country & western - masculina
  - Glen Campbell por "Gentle on My Mind"
- Mejor interpretación country, duo o grupo - vocal o instrumental
  - Johnny Cash & June Carter por "Jackson"
- Mejor sencillo country & western
  - Al De Lory (productor); Glen Campbell (intérprete) por "Gentle on My Mind"
- Mejor canción country
  - John Hartford (compositor); Glen Campbell (intérprete) por "Gentle on My Mind"

### Espectáculo musical
- Mejor álbum de espectáculo con reparto original
  - Fred Ebb, John Kander (compositores), Goddard Lieberson (productor) & el reparto original (Joel Grey, Jill Haworth, Lotte Lenya, Jack Gilford & Bert Convy) por Cabaret

### Folk
- Mejor interpretación folk
  - John Hartford por "Gentle on My Mind"

### Gospel
- Mejor interpretación gospel
  - Porter Wagoner & Blackwood Brothers Quartet por More Grand Old Gospel
- Mejor interpretación sagrada
  - Elvis Presley por How Great Thou Art

### Hablado
- Mejor grabación documental, hablada o de drama
  - Everett M. Dirksen por Gallant Men

### Infantil
- Mejor grabación para niños
  - Boris Karloff por Dr. Seuss: How the Grinch Stole Christmas

### Jazz
- Mejor interpretación jazz - grupo pequeño o solista con grupo pequeño (instrumental)
  - Cannonball Adderley & Cannonball Adderley Quintet por Mercy, Mercy, Mercy
- Mejor interpretación jazz - grupo grande o solista con grupo grande (instrumental)
  - Duke Ellington por "Far East Suite"